# Країни снів
Країни Снів - це вигаданий всесвіт у циклі снів Говарда Лавкрафта. Він також є місцем дії низки пастишів, написаних різними письменниками-фантастами.
Цей всесвіт є величезним альтернативним виміром, доступним тільки через сновидіння, схожий на астральну проекцію або усвідомлені сни. Досвідчені сновидці є одними з наймогутніших мешканців Країни Снів і можуть стати постійними мешканцями після своєї фізичної смерті.

## Опис

### Космологія
Щоб потрапити до Країни Снів, сновидець повинен знайти незвичайні сходи у звичайному сні та спуститися 70 сходинками Світлого Сну, щоб постати перед судом двох могутніх охоронців на ім'я Нашт і Каман-Та. Якщо його визнають гідним (тобто здатним пережити небезпеку незвіданих країн), сновидінню дозволять спуститися на сімсот Сходинок Глибокого Сну і таким чином потрапити до Зачарованого Лісу. Поки людина потрапляє до Країни Снів у такий спосіб, персонажі залишають свої фізичні тіла у світі наяву. Якщо сновида вб'ють під час подорожі, його тіло зазнає шоку, але смерть у Країні Снів унеможливлює повернення.
Можна також потрапити в Країну Снів фізично (як Рендольф Картер у фільмі "Срібний ключ"), але для цього потрібно знайти дуже небезпечні місця, де людський світ і Країни Мрій перетинаються. Інші населені планети також можуть мати свої власні Країни Снів.
У Країні Снів час рухається в іншому темпі, де година може означати тиждень або й більше. Таким чином, мандрівник може провести в Країні Снів місяці за одну ніч сну. Країни Снів також характеризуються статичною і незмінною географією та населенням. Проте нерідко великі мрійники змінюють топографію, створюючи нові міста з усім їхнім населенням (як, наприклад, король Куранес у Селефаїсі).
У Країні Снів є власний пантеон істот, таких як стародавні боги, боги землі, які нагадують грецьких чи римських богів міфології. Звичайні люди можуть завдати їм шкоди, обдурити або спокусити їх. Крім того, зовнішні боги, зокрема Ньярлатхотеп, керують Країною Снів. Інші персонажі міфу про Ктулху, такі як Великі Древні, мають дуже малий інтерес або вплив на Країну Снів.

### Географія
Країна снів розділена на чотири основні регіони, позначені сторонами світу.
- Захід - найвідоміша територія в Країні снів, з дивовижними краєвидами міст.
- Південь - відомий лише своїм прибережним регіоном та островом Оріаб, на якому розташована гора Нгранек.
- Схід - це майже безлюдний континент, за винятком Ут-Наргай. Місто Селефіс, столиця Ут-Наргай, було створене з нуля його монархом, королем Куранесом, найбільшим з усіх мрійників. За ним лежать Заборонені Землі, небезпечні королівства, подорожі до яких заборонені.
- Північ - це грізний гірський континент, відомий плато Ленг, де мешкають гігантські павуки та сатиричні істоти, відомі як ленгмени. На півночі також є й інші більш приємні місця, такі як місто Інканок, відоме своїми оніксовими кар'єрами. Більш віддалені північні райони, як відомо, є домом для Кадат Невідомий, домівкою богів.

Окрім цих різних регіонів, Країна мрій складається з двох інших територій.
- Підземний світ, що пролягає під усією Країною Снів. Його головні мешканці - упирі, які можуть фізично проникати у світ наяву через склепи та цвинтарі. Підземний світ також є домом для Гугів, жахливих велетнів, вигнаних з поверхні за невимовне богохульство. Найглибша область підземного світу - Долина Пнатх, небезпечна і темна ущелина, населена величезними звірами, яких називають бхолами. Бхоли є предками дхолів з Яддіта.
- Місяць має свій аналог у Країні Мрій: його населяють жахливі Місячні Звірі, аморфні жабоподібні істоти, союзники Ньярлатхотепа. Цікаво, що з далеких країв Країни мрій до Місяця можна долетіти на кораблі через космос.

## Твори, що розвивають всесвіт "Країни снів"
Цикл Снів - це збірка з 14 оповідань, дія яких відбувається у цьому всесвіті. Раніше опубліковані у збірках "Дагон" та "Демони і дива".
- Пошуки Іранона (1921)
- Поляріс (1918)
- Фатум, що спіткав Сарнат (1919)
- Гіпнос (1922)
- Таємничий будинок у туманній височині (1926)
- Білий корабель (1919)
- Селефаїс (1920)
- Коти Ултара (1920)
- Інші боги (1921)
- Свідчення Рендольфа Картера (1919)
- Сновидні пошуки незвіданого Кадата (1926)
- Срібний ключ (1926)
- Крізь браму срібного ключа (1932)
- Азатот (1922)

Згадки про Країну мрій можна знайти в інших оповіданнях Лавкрафта:
- За стіною сну (1919)
- У горах божевілля (1931)